# Pattinaggio artistico a rotelle ai Giochi mondiali 2022 - Programma libero maschile
La gara del programma libero maschile ai Giochi mondiali 2022 si è svolta dal 16 al 17 luglio 2022 a Birmingham.

## Risultati
| Pos | Atleta                        | Nazione     | Short program | Long program | Totale |
| --- | ----------------------------- | ----------- | ------------- | ------------ | ------ |
| 1   | Pau Garcia Domec              | Spagna      | 89.99         | 186.06       | 276.05 |
| 2   | Alessandro Liberatore         | Italia      | 86.18         | 149.82       | 236.00 |
| 3   | Tim Niclas Schubert           | Germania    | 65.57         | 123.29       | 188.86 |
| 4   | Diogo Antonio Cunha Craveiro  | Portogallo  | 58.13         | 121.56       | 179.69 |
| 5   | Juan Sebastián Lemus Otálora  | Colombia    | 61.51         | 101.62       | 163.13 |
| 6   | Thiago Tortato                | Brasile     | 44.31         | 89.42        | 133.73 |
| 7   | Victor Florencio Lopez Blanco | Paraguay    | 44.16         | 79.17        | 123.33 |
| 8   | Collin Motley                 | Stati Uniti | 35.35         | 65.79        | 101.14 |